# Grootmeesterspaleis (Rhodos)
Het Grootmeesterspaleis van Rhodos (Grieks: Παλάτι του Μεγάλου Μαγίστρου), ook bekend als de "Kastello" (Grieks: Καστέλο), is een middeleeuws paleis in de stad Rhodos op het gelijknamige eiland. Het is een van de weinige voorbeelden van gotische architectuur in Griekenland. Het paleis heeft ongeveer twee eeuwen dienstgedaan als het hoofdkwartier voor de Johannieterorde (later bekend als de Orde van Malta).

## Geschiedenis
Het paleis was oorspronkelijk in de 7e eeuw gebouwd als Byzantijnse citadel. Mogelijk werd de fundering van de Kolossus van Rodos geïncorporeerd in de noordwestelijke toren. Onder grootmeester Foulques de Villaret veroverde de Johannieterorde in 1309 het eiland en vestigde er zijn hoofdkwartier. Hélion de Villeneuve begon de transformatie van de citadel. Hij was de eerste van een reeks grootmeesters die met hun wapenschild bouwcampagnes markeerden. Rhodos werd uitgebouwd tot een bastion tegen de Ottomanen. Er waren vergeefse belegeringen in 1440, 1444 en 1480. Vooral in de laatste aanval waren de versterkingen bijna bezweken voor de artillerie. Pierre d'Aubusson deed een beroep op Italiaanse ingenieurs om het kasteel en de muren met innovatieve technieken te verstevigen. Het verhinderde niet dat Rhodos in 1522 werd ingenomen na een beschieting van zes maanden. 
De Ottomanen herstelden de vestingwerken en namen het grootmeesterspaleis in gebruik als fort en gevangenis. Door achtereenvolgende aardbevingen en gebrek aan reparaties raakte het paleis in verval. De genadeslag volgde toen op 6 november 1856 een lading buskruit in de kelders onder de kloosterkerk tot ontploffing kwam. Van de kerk bleef niets meer over en ook de bovenbouw van het paleis werd weggevaagd. In 1912 annexeerde het Koninkrijk Italië het eiland en werd het paleis heropgebouwd. Na de Vrede van Parijs in 1947 verkreeg het Koninkrijk Griekenland de Dodekanesos van de Italianen. De Grieken veranderden daarna het paleis in een museum.

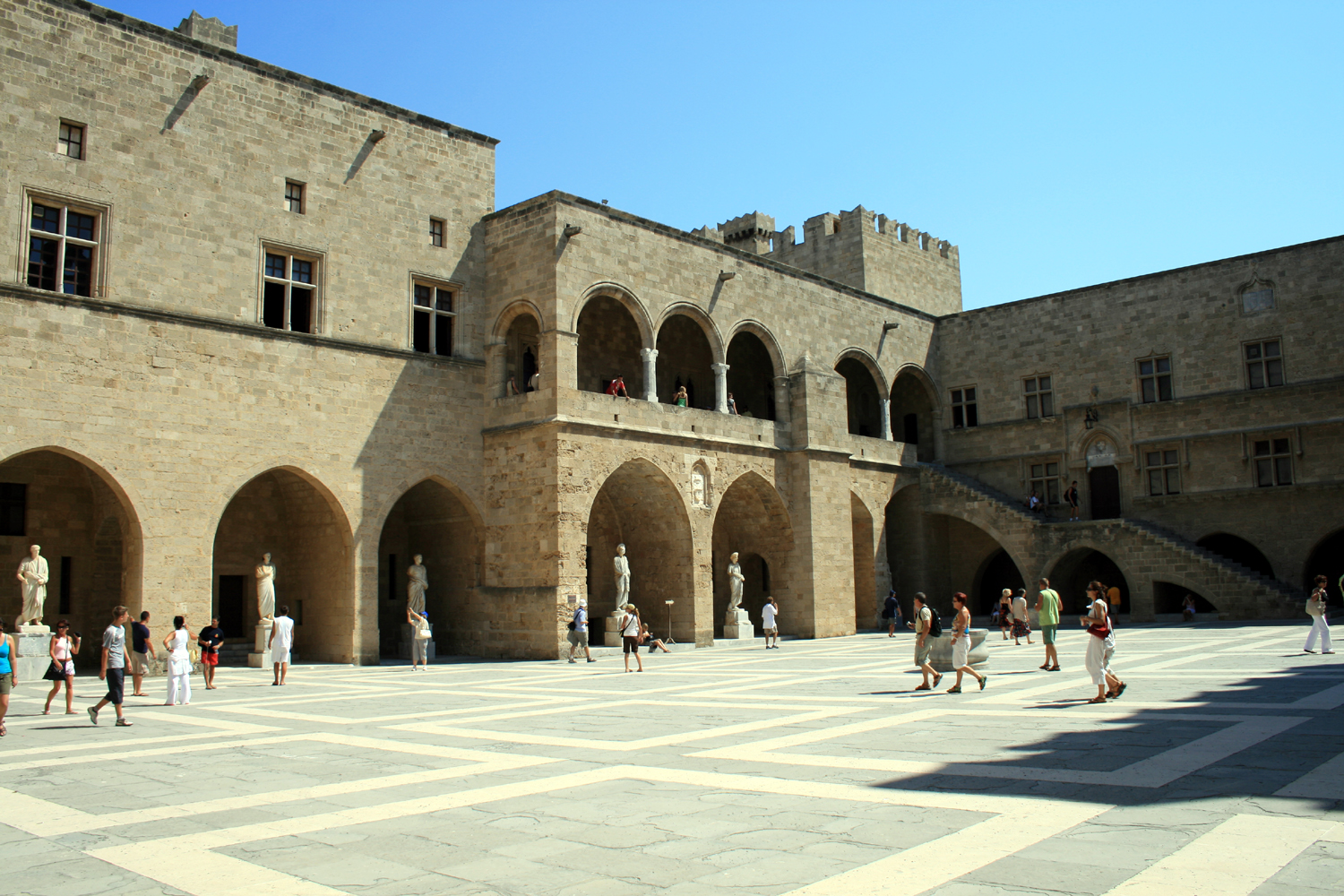
De binnenplaats van het paleis

## Heropbouw
Cesare Maria de Vecchi, de fascistische gouverneur van de Dodekanesos, liet het grootmeesterspaleis in 1937-1940 heropbouwen door de architect Vittorio Mesturino. Vooral boven het gelijkvloers werd het een historiserende reconstructie, die weinig rekening hield met de informatie over het vroegere uitzicht, zoals de miniaturen in het werk van Guillaume Caoursin (ca. 1484) en de geschriften van Giacomo Bosio (1593). De schitterende vertrekken, bedoeld – maar niet gebruikt – als zomerresidentie voor koning Victor Emanuel III en Benito Mussolini, werden versierd met antieke kunstwerken, zoals vloermozaïeken opgegraven in Kos en een plaasterafgietsel van de Laocoöngroep. In de arcades van de binnenkoer werden hellenistische standbeelden geplaatst.